# 가와시로촌
가와시로촌(河城村)은 시즈오카현의 서부,  기토군, 오가사군에 속했있던 촌이다. 현재의 기쿠가와시의 북부에 해당한다.

## 역사
- 1889년 4월 1일 - 정촌제 시행에 의해 기토군 가와시로촌이 성립하였다.
- 1896년 4월 1일 - 군 개편 의해 오가사군에 속하게 되었다.
- 1955년 3월 31일 - 기쿠가와시에 편입해, 동일 가와시로촌은 폐지되었다.

## 교통

### 철도
일본국유철도 도카이도 본선이 촌을 통과하고 있었지만 역은 존재하지 않았다. 가까운 곳에 기쿠가와역이 위치한다..

## 참고문헌
- 角川日本地名大辞典 22 静岡県